# Sidamon
Sidamon è un comune spagnolo di 586 abitanti situato nella comunità autonoma della Catalogna.